# Rolf Käck

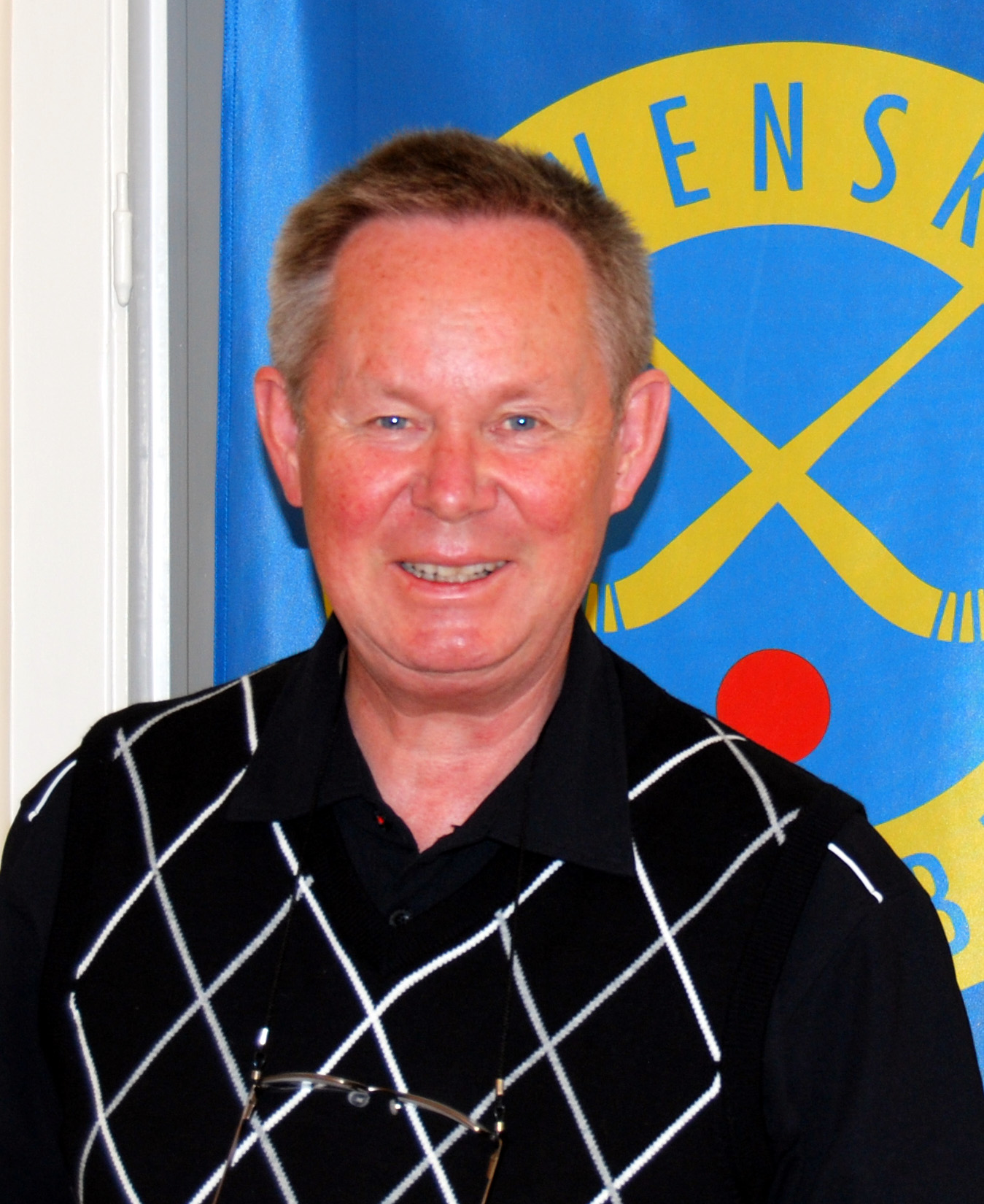
Rolf Käck på Svenska Bandyförbundets kansli i Stockholm, maj 2011.

Rolf Käck, född 25 januari 1950, är en tidigare svensk bandy- och fotbollsspelare och ledare på elitnivå.
Rolf Käck har spelat som fotbollsspelare i Söderhamns IF division 3 och Gefle IF division 2-3, 1970-73 (slutade på grund av hälseneproblematik). Som bandyspelare i  Brobergs IF 1967-73 (Division I i bandy 1968/1969) och Sandvikens AIK 1973-76
Han var varit ledare i fotbollslaget Sandvikens IF division 2, 2 säsonger (entledigad efter 1,5 säsong), och som tränare i bandylagen Sandvikens AIK 8 säsonger, 2 SM-finaler 1977 och 1981 och IK Sirius 1993-97
Han har varit aktiv inom Svenska Bandyförbundet, som förbundskapten junior 1978-79. VM-vinst Uljanovsk. Första laget som vann VM i Ryssland, som ledare för landslag yngre kategori med sikte på VM i Khabarovsk bl.and annat i Norge för stöd till Håkan Sundin när matcher låg parallellt. Han var även 1981 Assisterande ledare i Khabarovsk vid den första svenska VM-vinsten samt 1989-93 Förbundskapten för herrlandslaget (1990 Russiavinst första gången sedan 1974 i Novosibirsk, 1991 VM-silver Helsingfors 3-4, 1992 Russiavinst i Krasnojarsk, 1993 VM -vinst i Hamar med 8-0. Största vinsten i en VM-final där Sverige vann båda matcherna mot Ryssland)
han var en av initiativtagarna till att starta dambandy i Sandvikens AIK. Startade bandyskolan i Sandvikens AIK med ca 500 deltagare där bandygymnasiets elever var med som instruktörer. Han är författare till boken Bandyskolan utgiven av Ceweförlaget samt medförfattare till boken Formtoppning, SISU Idrottsböcker. 
Civilt var Rolf Käck utbildad idrottslärare och verkade som sådan i Sandviken 1973-1995. Han var anställd vid Svenska Bandyförbundet 2000-2012 i olika roller  och Internationella Bandyförbundet (FIB) som generalsekreterare 2003-2008.

## Meriter
- Årets bandyledare 1990[5]
- VM-guld som förbundskapten Världsmästerskapet i bandy för herrar 1993 i Norge
- VM-guld som förbundskapten för juniorlandslaget i bandy 1978